# Pseudanthias elongatus
Pseudanthias elongatus és una espècie de peix de la família dels serrànids i de l'ordre dels perciformes.

## Morfologia
- Els mascles poden assolir 14 cm de longitud total.[4][5]

## Hàbitat
És un peix marí de clima temperat que viu fins als 60 m de fondària.

## Distribució geogràfica
Es troba al sud del Japó. i Taiwan